# كونغور ميتكالف
كونغور ميتكالف (بالإنجليزية: Conger Metcalf)‏ هو رسام أمريكي، ولد في 1914، وتوفي في 1998.